# Lexie Grey
Alexandra Caroline Grey, soprannominata Lexie, è stato un personaggio della serie televisiva Grey's Anatomy, interpretato da Chyler Leigh.

## Introduzione
Lexie è la figlia di Thatcher Grey e della sua seconda moglie, Susan. Ha una sorella più giovane, Molly Grey Thompson, mentre Meredith Grey è la sua sorellastra maggiore (nata dal matrimonio del padre Thatcher con la sua prima moglie Ellis).
Si è laureata in medicina ad Harvard prima di intraprendere il tirocinio al Seattle Grace Hospital, ed ha una straordinaria memoria fotografica, dote per la quale sarà spesso preferita agli altri specializzandi. Durante le superiori è stata una ragazza molto popolare, con molti amici, ottimi voti, come lei stessa ha confessato. È stata anche eletta reginetta del ballo scolastico.

## Storia del personaggio
Lexie è nominata nell'episodio in cui sua sorella Molly, incinta, è trasportata al Seattle Grace per un'operazione che aiuti il bambino a respirare. Quando Meredith le fa una visita medica, Molly le parla della sorella e del suo studio in medicina all'Università di Harvard.

### Terza stagione
Lexie compare per la prima volta nella penultima puntata della terza stagione, quando incontra il dottor Derek Shepherd al Bar Emerald City. Sua madre Susan muore improvvisamente proprio quando Lexie sta per iniziare il suo tirocinio. Nell'episodio finale della terza stagione, Derek confessa a Meredith di aver incontrato un'altra donna (anche se non specifica chi, perché neanche lui sa chi sia) e quando lei gli chiede se è il caso di preoccuparsi lui le risponde di sì. Lexie appare la prima volta nell'ospedale quando si presenta a George O'Malley, che realizza del suo legame con Meredith.

### Quarta stagione
Lexie, nel suo tirocinio, è assegnata alla dottoressa Cristina Yang e fin dall'inizio presenta molte somiglianze con la sorellastra Meredith. Una volta scoperto della loro parentela, tenta parecchie volte di stabilire un legame con Meredith, ma viene costantemente respinta da quest'ultima. Meredith vede la vita di Lexie come quella che avrebbe potuto avere lei, se suo padre non avesse lasciato lei ed Ellis. In seguito, però, Meredith decide di aprirsi con la sorellastra, esaminando con lei la cartella clinica di Susan.
Lexie scopre che George O'Malley sta ripetendo il suo praticantato e mantiene il suo segreto, ma Alex Karev svela tutto agli altri tirocinanti.
In seguito Lexie e Alex intraprendono una relazione sessuale, Lexie si arrabbia quando scopre che Alex prova ancora dei sentimenti per un'altra donna, e viene corteggiata da Nick, un paziente che muore subito dopo nonostante gli sforzi suoi e di Cristina. Lexie è devastata, allora Meredith le permette di stare da lei la notte successiva preparandole anche la colazione al mattino.
Lexie, che ha trovato casa assieme a George, è segretamente innamorata di lui, ma il ragazzo non se ne accorge nemmeno e dichiara tranquillamente che lei è una delle sue migliori amiche.

### Quinta stagione
Le vicissitudini amorose della giovane Grey vengono notate dal dottor Sloan, che la compatisce ed in qualche modo la considera una fallita per la sua dedizione al ragazzo. Quando però Lexie scopre un rarissimo e praticamente sconosciuto problema medico di un paziente dell'ospedale e quindi si rende la principale responsabile della buona riuscita dell'operazione, il dottor Sloan inizia ad interessarsi a lei. Lexie viene chiamata "piccola Grey" da Mark Sloan per non confondersi con Meredith Grey.
Meredith, che conosce i trascorsi "amorosi" di Mark Sloan, prega Derek di intimargli di stare alla larga da Lexie, che non ha bisogno di essere presa in giro da un superiore. Mark si trova quindi costretto a promettere di non indirizzare attenzioni a Lexie, ma la ragazza, a cui Sadie ha rivelato di aver riscontrato un certo interesse per lei da parte del bel chirurgo plastico del Seattle Grace, fa il primo passo spontaneamente. I due inizieranno una relazione segreta finché Mark non dirà tutto a Derek. La storia tra di loro sembra davvero una cosa seria, tanto che Lexie arriva persino a presentare Mark al padre come suo fidanzato. Nel finale di stagione quest'ultimo propone a Lexie di cercare casa insieme.

### Sesta stagione
Dopo un'iniziale reticenza di lei, Mark e Lexie vanno a vivere assieme e per molto tempo la loro relazione va a gonfie vele.
Nella sesta stagione, però, Mark scopre di avere una figlia incinta.
A Lexie non piace la figlia di Mark così quando lei gli chiede chi sceglierebbe e lui dice la figlia, Lexie torna a casa di Meredith: lì trova Alex e i due hanno un rapporto sessuale.
Inizia così una relazione con lui basata solo sul sesso. A Mark questa storia non va giù e ogni volta che la vede con Alex sta male. Quando Mark va avanti iniziando una relazione con Teddy, Lexie in bagno con Meredith scoppia a piangere.
Durante il 21 episodio Alex la tratta male e alla sera lei mette le carte in tavola dicendo che è una persona gentile e che lui o l'accetta com'è o si trova un'altra.
Alex sorride e le passa una birra.
Quando Alex dice a Meredith che sta per firmare la carte del divorzio, Lexie gli fa le congratulazioni e se ne va, allora Meredith gli spiega che Lexie ci tiene a lui, quindi o porta la loro relazione ad un livello successivo o la chiude subito.
Alla sera dopo aver firmato le carte, Alex bacia Lexie e fa intuire che ha portato la relazione ad un livello successivo. I due vanno a casa insieme mano nella mano. Nel frattempo Mark capisce di amarla ancora e si dichiara apertamente, dicendole di voler essere suo marito.
Nella sparatoria di un folle nell'ospedale Alex viene colpito e Lexie chiede a Mark di aiutarla a salvarlo. Lexie dice ad Alex che lo ama ma lui la chiama con il nome della sua ex moglie.

### Settima stagione
Lexie vuole Mark fuori dalla sua vita, tuttavia cercherà di recuperare il rapporto dopo averlo visto baciare Amelia, la sorella di Derek. I due però si lasciano nuovamente quando scopre che Callie è incinta del bambino di Mark.
Intanto al Seattle Grace arriva Thatcher, il padre di Lexie, portando con sé la sua nuova fidanzata della sua stessa età. Lexie si confida con Jackson dicendogli che la fidanzata di suo padre non le piace e che, per la seconda volta, Mark ha preso una decisione importante senza informarla. Jackson capisce di provare qualcosa per Lexie e le chiede di andare con lui da Joe per una birra.
Jackson e Lexie continuano a flirtare casualmente l'uno con l'altra. Quando un loro paziente deve rompere la relazione con la sua ragazza per problemi di salute, Jackson e Lexie non sono d'accordo su ciò che il paziente deve fare. Lexie dice che alla coppia dovrebbe essere data una possibilità, perché innamorarsi è raro, mentre Jackson crede che ci sia più di un'anima gemella per tutti. Alla fine Lexie si rende conto che non solo è vero per il loro paziente, ma che si applica anche a lei e Jackson. I due discutono sull'avere più anime gemelle e Jackson le dice che più uomini farebbero la fila per uscire con lei. Lexie chiede se lui sarebbe stato in quella fila, e lui annuisce. A casa fanno la doccia insieme, mentre vengono quasi beccati da April. La loro relazione prosegue, nonostante Lexie provi ancora dei sentimenti verso Mark.

### Ottava stagione
Durante l'ottava stagione, Lexie capisce di essere ancora innamorata di Mark, e la sua storia con Jackson finisce. Tuttavia, egli intraprende una relazione con Julia. Nell'ultimo episodio della stagione, l'aereo sul quale viaggiavano la stessa Lexie, Meredith, Mark, Cristina, Arizona e Derek, in seguito a un guasto precipita in mezzo a un bosco. Tutti si salvano, tranne la piccola Grey, che rimane schiacciata sotto l'ala dell'aereo. Negli ultimi istanti di vita Mark le confessa di amarla, rendendosi conto di averlo fatto troppo tardi. La ragazza sorride, per poi morire. Sua sorella, Meredith, se ne dispera, e Mark rimpiange di non averle confessato prima il suo amore. Nel corso del secondo episodio della nona stagione, Cristina rivela che durante la settimana in cui i superstiti sono rimasti nei boschi, il corpo di Lexie è stato divorato da alcuni animali.

### Diciassettesima stagione
Durante la diciassettesima stagione, più precisamente nell'episodio Breathe, avviene il ritorno di Lexie, sotto forma di fantasma, nei sogni di Meredith che è ancora in coma. Nell'episodio 17x10 la nostra amata Lexie appare affiancata da uno dei personaggi più amati di grey's, nonché la sua anima gemella, Mark Sloan. Anche lui fa da scenario ai sogni di Meredith e al termine della puntata entrambi le ricordano che per tutto questo tempo le sono sempre stati accanto.

## Accoglienza
Nonostante un'iniziale accoglienza contrastante, sia il personaggio che la recitazione di Chyler Leigh hanno ricevuto riscontri positivi man mano che il suo ruolo nella serie progrediva, e Lexie è diventata presto una delle preferite dai critici e dai fan dello show. Eileen Lulevitch, un critico di TV Guide, ha elogiato l'introduzione di Lexie nella quarta stagione. Per The Star-Ledger, Alan Sepinwall ha accolto positivamente l'arrivo di Lexie. D'altra parte, People era inizialmente meno impressionato da Lexie e ha criticato il modo in cui il personaggio si avvicinò per la prima volta a sua sorella, definendola "maleducata". Laura Burrows di IGN ha scritto: "Tutto ciò che dice e che fa è odioso e fa del male a qualcuno. Lexie è un’idiota e dovrebbe essere sparata, annegata o fatta esplodere". Jennifer Armstrong di Entertainment Weekly ha criticato le prime apparizioni di Leigh, riferendosi a lei come "imbarazzante". Tuttavia, Armstrong in seguito l'ha lodata grazie alla sua amicizia con O'Malley.
La transizione del personaggio dalla quarta alla quinta stagione è stata accolta positivamente, con Alex Keen di The Trades che ha scritto: "La presenza e sicurezza sono aumentate dalla scorsa stagione, e l'attrice, Chyler Leigh, fa un lavoro fantastico nel rendere questa progressione perfetta. Poiché la serie ha disinnescato la tensione tra lei e Meredith, Lexie ruba la scena, rivelandosi uno dei migliori personaggi attuali della serie". La relazione romantica del personaggio con Mark Sloan è stata acclamata, con Chris Monfette di IGN che ha scritto: "L'onesta relazione di Mark e Lexie ha contribuito a rendere entrambi i personaggi infinitamente più interessanti e maturi". BuddyTV ha lodato lo sviluppo e la progressione della relazione tra Lexie e Mark durante la quinta stagione. Michael Pascua di The Huffington Post ha elogiato l'interpretazione di Leigh e lo sviluppo di Lexie nella sesta stagione. A Pascua è piaciuto il ruolo "umoristico" e "emotivamente connettivo" di Lexie come "personaggio genuino" durante la fusione e i licenziamenti. Adam Bryant di TV Guide ha elogiato la "potente recitazione" di Leigh nella sesta stagione, ed opinioni simili sono state espresse da PopSugar. L'interpretazione di Leigh nel finale dell'ottava stagione, che è stata anche l'apparizione finale del suo personaggio, è stata considerata "fenomenale" da Ben Lee di Digital Spy.